# Єременко Микола Якович
Микола Якович Єре́менко (нар. 26 травня 1937, Зуя) — український скульптор; член Спілки радянських художників України з 1970 року.

## Біографія
Народився 26 травня 1937 року в селі Зуї (нині селище Автономної Республіки Крим, Україна). Протягом 1960—1965 років навчався у Київському художньому інституті, був учнем Олексія Олійника, Макара Вронського.
Мешкав в Одесі в будинку на вулиці Радянської міліції, № 24, квартира № 125 та у будинку на проспекті Маршала Жукова, № 91, квартира № 100.

## Творчість
Працював у галузях станкової та монументальної скульптри. Серед робіт:
гіпсові скульптури
- «Голова робітника» (1965);
- «Монтажники» (1966);
- «Портрет студентки» (1966);
- «Бригадир» (1968);
- «Переможці» (1969);
- «Переможець» (1975);

монументальні роботи
- пам'ятник льотчикам Одеського авіазагону, загиблим у роки німецько-радянської війни (1965, співавтор Віталій Патров)[4];
- рельєфи для обелісків на вшанування пам'яті воїнів, загиблих під час німецько-радянської війни в селах Одеської області Дальнику (1967, бетон) і Прилимнському (1968, частина Поясу Слави[3])[2];
- пам'ятник авіаторам 69-го авіаполку в Одесі (1982[3], співавтори скульптор Віталій Патров і архітектор Василь Мироненко[5];
- пам'ятник Георгію Димитрову (1986)[3];
- пам'ятник студентам, викладачам та співробітникам Одеського електротехнічного інституту зв'язку, загиблим у роки німецько-радянської війни (1987)[3].